# Willie Mae Ford Smith
Willie Mae Ford Smith (* 23. Juni 1904 in Rolling Fork; † 2. Februar 1994 in St. Louis) war eine amerikanische Sängerin und Predigerin, die maßgeblich an der Entwicklung und Verbreitung der afroamerikanischen Gospelmusik in den Vereinigten Staaten beteiligt war.

## Leben und Wirken
Ford Smith wuchs in einer gläubigen Baptistenfamilie auf und sang in der Kirche. Sie lernte bereits als Kind auch den Blues kennen und sang für Geld Songs wie „Boll Weevil“ in einer Kneipe in der Nachbarschaft. Ihre Eltern förderten die Liebe zum Gesang und ermutigten sie, gemeinsam mit ihren drei Schwestern ein Gesangsquartett zu bilden, das auf dem Nationalen Baptistenkongress 1922 auftrat und „Ezekiel Saw the Wheel“ und „I’m in His Care“ vortrug, aber nur zwiespältig aufgenommen wurde.
Auch nach ihrer Heirat 1924 mit James Smith sang sie weiter in der Kirche. Sie hatte eine hohe Sopranstimme und erwog sogar ein Studium der klassischen Musik, aber nachdem sie Artella Huchins auf dem Nationalen Baptistenkongress 1926 frühe Gospelsongs singen gehört hatte, änderte sie ihre Karrierepläne und widmete sich ganz der Gospelmusik. Sie begann professionell in Kirchen in St. Louis und im gesamten Mittleren Westen zu singen. 1930 trug sie Thomas A. Dorseys „If You See My Savior“, das eine Bluesstruktur mit einem Gospeltext verband, auf dem Nationalen Baptistenkongress mit großem Erfolg vor. 1932 gründete sie zusammen mit Dorsey und Sallie Martin die National Convention of Gospel Choirs and Choruses. Sie war viele Jahre lang deren Leiterin und gab jährlich ein Solokonzert.
Auf dem Nationalen Baptistenkongress von 1937 stellte Ford Smith ihre erste Komposition vor, „If You Just Keep Still“. Ein Jahr später erlebte sie eine tiefe spirituelle Bekehrung, als sie sich erneut taufen ließ, woraufhin sie begann, in Zungen zu reden, was sie dazu brachte, Mitglied der Church of God Apostolic zu werden. Ford Smith veränderte ihren Lebensstil und lehnte nun die weltliche Musik ab, die sie zuvor genossen hatte; sie sagte, dass Künstler wie Count Basie, Bessie Smith und Cab Calloway für sie keinen Reiz mehr darstellten.
Ford Smith baute als erste kurze Predigten in ihren Liedervortrag ein. Die Mischung aus gesprochenen geistlichen Botschaften und religiösen Liedern wurde als Lied- und Predigtstil bekannt. Die Gemeinden waren von ihren Darbietungen oft begeistert. Sie weigerte sich, für ihre Auftritte eine Gage zu verlangen. Sie nahm zwar Spenden an, die aber kaum ausreichten, ihre Kosten zu kompensieren, so dass ihr Mann Geld zuschießen musste.
1949 trat Ford Smith gemeinsam mit Mahalia Jackson bei einem Easter Sunrise-Konzert in der Hollywood Bowl in Los Angeles auf. Sie nahm um 1950 drei Singles auf, lehnte aber zunächst eine Plattenkarriere ab und zog es vor, in Kirchen und im Radio aufzutreten. Sie erkannte ihren Einfluss insbesondere auf Brother Joe May an, dessen Aufnahmen ihre Arrangements widerspiegelten, und führte dies als Grund dafür an, dass sie selbst keine Aufnahmen machen wollte.
Nachdem ihr mitgeteilt wurde, dass ihre Kirche ihr (und anderen Frauen ebenso) verbiete, auf der Kanzel zu sprechen, begann Ford Smith, die Lively Stone Apostolic Church in St. Louis zu besuchen und wurde dort in den 1950er Jahren als Pastorin ordiniert. Dort sang und predigte sie bis in die 1980er Jahre. Außerhalb der Gospelszene blieb Smith weitgehend unbekannt, bis sie 1972 beim Newport Jazz Festival auftrat und geistliche Musik vortrug. Dies führte zu ihrer Einladung zu einem Gospelkonzert neben Marion Williams und Jessy Dixon in die New Yorker Radio City Music Hall im selben Jahr. 1973 nahm sie mit 67 Jahren ihr erstes Album I Believe I’ll Run On für Nashboro auf und 1975 ihr zweites, Going On with the Spirit, dem 1983 noch I Am Bound for Canaan Land bei Savoy Records folgte.
1988 ernannte die National Endowment for the Arts Ford Smith für ihre Beiträge zum afroamerikanischen Gospel zum NEA National Heritage Fellow.